# Brit Sandaune
Brit Sandaune (Skatval, 5 de junho de 1972) é uma ex-futebolista norueguesa. campeã olímpica

## Carreira
Foi medalhista olímpica de bronze pela seleção de seu país em 1996.